# シーダーミル (オレゴン州)
シーダーミル（英: Cedar Mill）は、アメリカ合衆国オレゴン州ワシントン郡にある国勢調査指定地域・非法人共同体である。ほぼ全域が国道26号線の北側、ウィラメット・ストーンの西側に位置する。シーダーミルという地名は、この地では群生していたウェスタン・レッドシーダーを処理する製粉所の名に由来する。この製粉所の近くにはシーダーミル川が流れていた。製粉所が所有していた池が現在の119番通りとコーネル・ロードの交差点付近にあり、1960年代まではこの池を見ることができた。2000年国勢調査の時点で、シーダーミルの人口は12,597人であった。
シーダーミルは、テュアラティン渓谷の他の地域と同様、1850年の供与地請求法により定住が始まった。1856年に学区になった。オレゴン・ジオグラフィック・ネームズに拠れば、シーダーミルの郵便局が1874年に設立された。郵便局はジョン・クインシー・アダムズ・ヤング邸に収められた。この邸宅は今でもコーネル・ロード沿いに残っており、現在テュアラティンヒルズ公園保養地区の設備に転換するため改装中である。

## 地理
アメリカ合衆国国勢調査局によれば、シーダーミル国勢調査指定地域の総面積は9.6 km²（3.7 mi²）で、その全域が陸地である。

## 人口統計
2000年の国勢調査では、市の人口は12,597人で、4,723世帯、3,428家族が暮らしていた。人口密度は3,388.3/mi2（1,307.5/km2）だった。1,331.7/sq mi（513.9/km²）の平均密度に4,951軒の住宅が建っている。人種構成は、白人85.42%、アジア系7.47%、アフリカン・アメリカン0.86%、先住民0.41%、太平洋諸島系0.21%、その他の人種2.70%、および混血2.94%である。人口の6.09%はヒスパニックまたはラテン系だった。
4,723世帯のうち、39.4%が18歳未満の子供と一緒に生活しており、60.8%は夫婦で生活している。8.3%は未婚の女性または寡婦が世帯主であり、27.4%は結婚していない。21.0%は1人以上の独身の居住者が住んでおり、4.3%は65歳以上で独身である。1世帯の平均人数は2.67人であり、結婚している家庭の場合は、3.12人である。
市の住民は28.4%が18歳未満の未成年、18歳以上24歳以下が6.9%、25歳以上44歳以下が31.1%、45歳以上64歳以下が25.5%、および65歳以上が8.1%にわたっている。中央値年齢は38歳である。女性100人ごとに対して男性は99.7人である。18歳以上の女性100人ごとに対して男性は97.0人である。
この都市の世帯ごとの平均的な収入は65,730米ドルであり、家族ごとの平均的な収入は79,5297米ドルである。男性は62,901米ドルに対して女性は36,369米ドルの平均的な収入がある。この地域の一人当たりの収入 (per capita income) は33,555米ドルである。人口の6.7%および家族の4.7%は貧困線以下である。全人口のうち18歳未満の7.4%および65歳以上の5.0%は貧困線以下の生活を送っている。

## 社会基盤
シーダーミル地域図書館協会という非営利団体が1976年に地域内で最初の図書館を設立した。この図書館はコーネル・ロードとソルツマン・ロードの交差点にあるショッピングモールの中にある。1978年、1988年、2001年の拡大を経て、現在は24,500平方フィートの面積を占有している。